# Sete Netos
Sete Netos es una banda de música celta de Buenos Aires, Argentina. Sete Netos se formó en el año 1998, aunque sus integrantes formaron parte del grupo de música tradicional gallega del Centro Galicia de Buenos Aires desde el año 1993 hasta el año 2008. 

## Historia
Sus integrantes nacieron en el seno de una familia gallega radicada en Buenos Aires (de ahí el origen de su nombre), y fueron formados desde temprana edad en la música tradicional de Galicia. Está integrado por experimentados artistas de la música celta que logran un interesante trabajo en la combinación de instrumentos tradicionales con los más contemporáneos. En el camino de su búsqueda, Sete Netos encontraron las conexiones de lo que en los últimos tiempos se conoció como universo celta, y así, deciden difundir la música de sus antepasados, dándole un matiz moderno e innovador, pero siempre manteniendo la esencia de sus raíces. 
El nombre que los representa es de origen gallego y significa "siete nietos".
El grupo lanzó su primer disco (homónimo al grupo), el 20 de abril de 2002, en uno de los conciertos unigrupales de música celta más concurridos de Buenos Aires en el Auditorio de Belgrano, convocando a más de 1300 personas. El 10 de mayo de 2008, el grupo presentó su segundo trabajo discográfico, "Fogaxe", en el Teatro del Globo, que llevó a Galicia en la primera gira de un grupo independiente, argentino de este estilo por esas tierras.

## Presentaciones
El grupo ha actuado en multitud de auditorios, salas y teatros de Argentina. 
En el ámbito internacional, ha realizado varias giras por Galicia (España), en los años 1999, 2004, y 2008. Giras declaradas de Interés Cultural por el Gobierno de la Ciudad de Buenos Aires y por la Junta de Galicia.
El grupo también ha realizado proyectos para revitalizar el folclore de Galicia, así como también colaborando con Fundaciones, conjuntamente con el apoyo del Servicio Penitenciario Bonaerense, impulsando una acción “Sanitaria y Rehabilitadota” a partir de introducir eventos culturales a las cárceles.

## Instrumentación
Los integrantes de este conjunto interpretan temas tradicionales, composiciones propias, melodías que están comprendidas dentro del género conocido como música celta, interpretando temas del folklore de Galicia, Asturias, Irlanda, Escocia, Bretaña y Gales. Las composiciones propias pasó a ser cada vez más habitual, hasta convertirse en la mayoría de los temas presentados en cada concierto. 
Los instrumentos que utilizan:
- Gaitas
- Tin whistle, low whistle
- flautas, Ocarina
- clarinete, Saxo
- guitarra acústica, electroacústica
- guitarra eléctrica, bouzouki irlandés
- bandurria, laúd
- acordeón, teclado
- bajo eléctrico
- batería
- derbake, djembe, cajon flamenco, bodhrán, bombo leguero
- Percusión tradicional gallega (tambor, bombo, pandereta, pandeiro, cunchas y tarrañola).

## Sus Integrantes
- Alberto López Barros (gaita, flautas, saxo, tin whistle, low whistle, ocarina, acordeón y teclados).
- Jorge Alberto Sisto Mellid (guitarra, bandurria, laúd, batería, tambor, derbake y pandereta).
- Hugo Edgardo Reverditto Antúnez (pandereta, cunchas, bombo, bodhran, djembe, derbake, cajón flamenco y percusión).
- Marcelo Olveira Cambeiro (batería, derbake, cajón flamenco, bajo y guitarra).
- Nicolás Pérez (gaita, flautas, tin whistle, guitarra, bouzouki, violín y acordeón).
- Ignacio Geuna (teclados, acordeón y pandereta).
- Nicolas Martín Ameijeiras (gaita, flautas, tin Whistle, low Whistle, derbaque y pandereta).

## Miembros Anteriores
- Héctor Bedoya Ramos (Fundador y antiguo miembro de la banda (pandereta, cunchas y tarrañolas).
- Juan Martín Rodríguez Sánchez (Fundador y antiguo miembro de la banda (gaita, flautas, tin whistle).
- Juan Martín Pociello Fernández (Fundador y antiguo miembro de la banda (gaita, flautas, teclados y percusión).
- Gabriel Alberto Ponte Mamani (Fundador y antiguo miembro de la banda (gaita, flautas, tin whistle, y percusión).
- Hernán Giménez Zapiola (Antiguo miembro de la banda (guitarra, bajo, batería, bombo y djembe).
- Santiago Carbia (Antiguo miembro de la banda (batería y percusión).
- Pablo Rocco (Antiguo miembro de la banda (teclados, gaita, flautas, acordeón y arpa).

## Discografía
- Sete Netos, 2002

- 1 - Outonía
- 2 - Scotland The Brave
- 3 - Na Fonte da Falperra
- 4 - O Esplendor
- 5 - Saddle the Pony / Bamish Misfortune / Sid Chalmers
- 6 - Axéitame a Polainiña
- 7 - Carballesas / Añada / Farruquiña
- 8 - De Frades á Devesela
- 9 - The Clumsy Lover
- 10 - Muiñeira de Mondariz
- 11 - Alalá das Mariñas / Redondela
- 12 - The Mountain Top / The Glass of Beer / The Bear's Dance
- 13 - Rúa das Trompas

- '''Fogaxe''', 2008

- 01 - Fogaxe
- 02 - A pouleira
- 03 - Lady owen`s selight
- 04 - Baila rapaza
- 05 - Andro
- 06 - Antiguo himno del Reino de Galicia
- 07 - Claudiña
- 08 - The south wind
- 09 - Danza de patelas
- 10 - Non sempre
- 11 - Vona`s delight - Morrison`s jig
- 12 - Jota de Paradela-Muiñeira de Chantada

## Enlaces externos

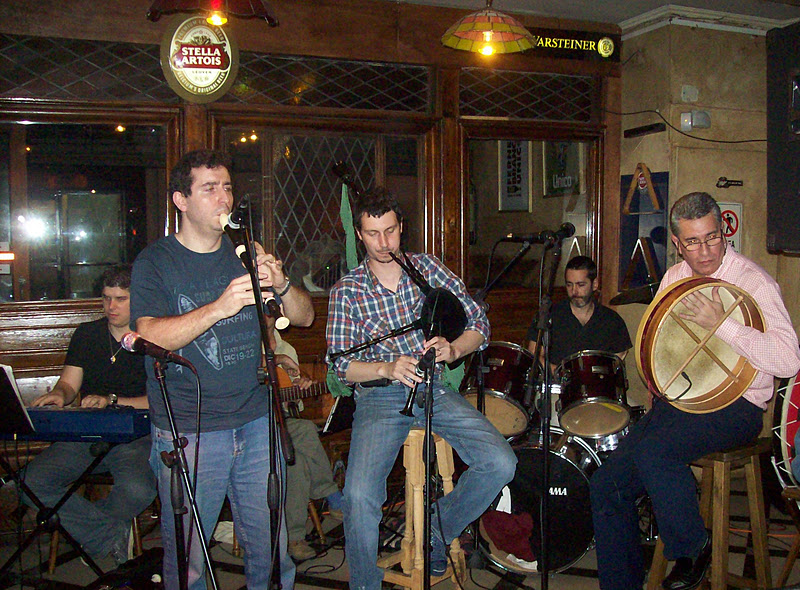
Presentación en The Temple Bar el del día Sábado 15 de octubre de 2011 en Buenos Aires, Argentina.